# Spilvei repülőtér
A Spilvei repülőtér (lettül: Spilves lidosta), korábban Rigai központi repülőtér (Rīgas Centrālā lidosta) egykori polgári és katonai repülőtér Rigában, a városközponttól 5 km-re északra. Az első világháború idején nyitották meg. A Rigai nemzetközi repülőtér 1986-os megnyitásáig ez volt a lett főváros nemzetközi repülőtere. Napjainkban sport- és szabadidős repülőgépek használják.